# Comitato di Vas
Il comitato di Vas (in ungherese Vas vármegye, in tedesco Komitat Eisenburg, in latino Comitatus Castriferrei) è stato un antico comitato del Regno d'Ungheria, il cui territorio è oggi diviso tra Ungheria occidentale, Austria orientale e Slovenia nordorientale. Capoluogo del comitato era la città di Szombathely.

## Geografia fisica
Il comitato di Vas confinava con i territori austriaci dell'Austria Inferiore e della Stiria, nonché con gli altri comitati di Sopron, Veszprém e Zala. Geograficamente il territorio comprendeva ad ovest le ultime propaggini prealpine ed era attraversato dal fiume Rába/Raab.

## Storia
In seguito al Trattato del Trianon (1920) la fascia sul confine occidentale, abitata da popolazioni prevalentemente di lingua tedesca, passò all'Austria e confluì nel Burgenland, mentre una piccola fascia a sudovest entrò a far parte del nuovo Regno dei Serbi, Croati e Sloveni. Il resto del comitato rimase invece sotto sovranità ungherese e salvo un rimaneggiamento di confini (incrementi territoriali dal comitato di Sopron e cessioni territoriali a favore dei contigui comitati di Veszprém e Zala per effetto della riforma amministrativa ungherese del 1950) corrisponde all'odierna contea di Vas.